# Chalvraines
Chalvraines ist eine auf 386 Metern über Meereshöhe gelegene Ortschaft und eine französische Gemeinde im Département Haute-Marne in der Region Grand Est. Sie gehört zum Arrondissement Chaumont und zum Kanton Poissons.

## Geografie
Die Gemeinde Chalvraines liegt im Norden der Landschaft Bassigny, 22 Kilometer südwestlich von Neufchâteau. Nachbargemeinden sind Semilly im Westen und Norden, Bourmont-entre-Meuse-et-Mouzon im Osten, Illoud im Südosten und Clinchamp im Süden.

## Bevölkerungsentwicklung
| Jahr      | 1962 | 1968 | 1975 | 1982 | 1990 | 1999 | 2008 | 2018 |
| --------- | ---- | ---- | ---- | ---- | ---- | ---- | ---- | ---- |
| Einwohner | 329  | 314  | 291  | 282  | 258  | 228  | 190  | 189  |